# Filip Sulimierski
Filip Koronat Sulimierski (ur. 8 listopada 1843 w Sieradzu, zm. 8 stycznia 1885 w Warszawie) – polski matematyk i geograf, pierwszy wydawca Słownika geograficznego Królestwa Polskiego (1880).

## Życiorys

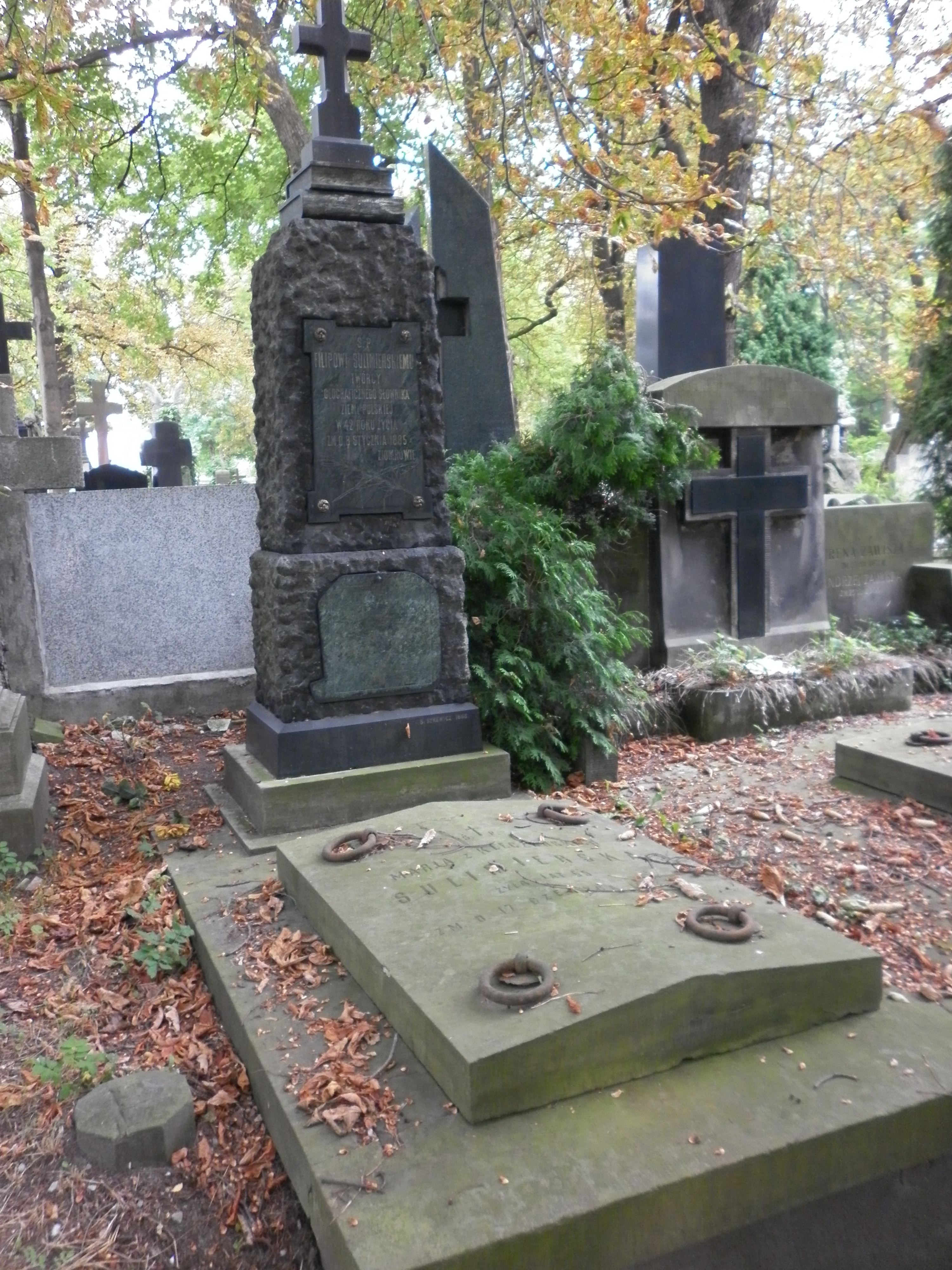
Grób Filipa Sulimierskiego

Ojciec Filipa Sulimierskiego był właścicielem majątku Brzeski nad Grabią. Matka – Bibianna z Dzwonkowskich owdowiała cztery miesiące przed urodzeniem Filipa, wychowywała czworo dzieci, zapewne przy pomocy licznej w Kaliskiem rodzinie męża. Filip, po początkowej edukacji w rodzinnym domu, uczęszczał do gimnazjum w Piotrkowie, które ukończył w 1862 r., następnie studiował w Szkole Głównej w Warszawie, gdzie w 1866 r. uzyskał stopień mgr nauk matematycznych.
Pisywał artykuły do tygodnika geograficzno-krajoznawczego "Wędrowiec", wydawanego w Warszawie w latach 1863–1906, którego został właścicielem w latach 1870-1883. Pisał artykuły również do "Tygodnika Ilustrowanego", "Gazety Handlowej", "Gazety Polskiej", "Kuriera Warszawskiego" i "Nowin". 
Przy pomocy finansowej Władysława Walewskiego, ziemianina z powiatu kutnowskiego, rozpoczął wydawanie Słownika geograficznego Królestwa Polskiego i innych krajów słowiańskich. Sulimierski sam redagował pierwsze pięć tomów tego słownika (od A do M), po jego śmierci dalsze tomy wychodziły pod redakcją Bronisława Chlebowskiego.
W roku 1881 był jednym z czterdziestu pięciu członków założycieli Kasy im. Józefa Mianowskiego – Fundacji Popierania Nauki w Warszawie.
Poślubił Marię z Kleszczyńskich.
Filip Sulimierski zmarł nagle na serce i został pochowany na warszawskich Powązkach (Kw. 177, rząd IV, grób nr 5).

## Działalność wydawnicza
- Filip Sulimierski, Bronisław Chlebowski, Władysław Walewski, Słownik geograficzny Królestwa Polskiego i innych krajów słowiańskich, Warszawa 1880

## Upamiętnienie
- Filip Sulimierski jest patronem Gminnej Biblioteki Publicznej w Sulmierzycach[6]
- imieniem Filipa Sulimierskiego nazwano jedną z ulic w Sieradzu[7]

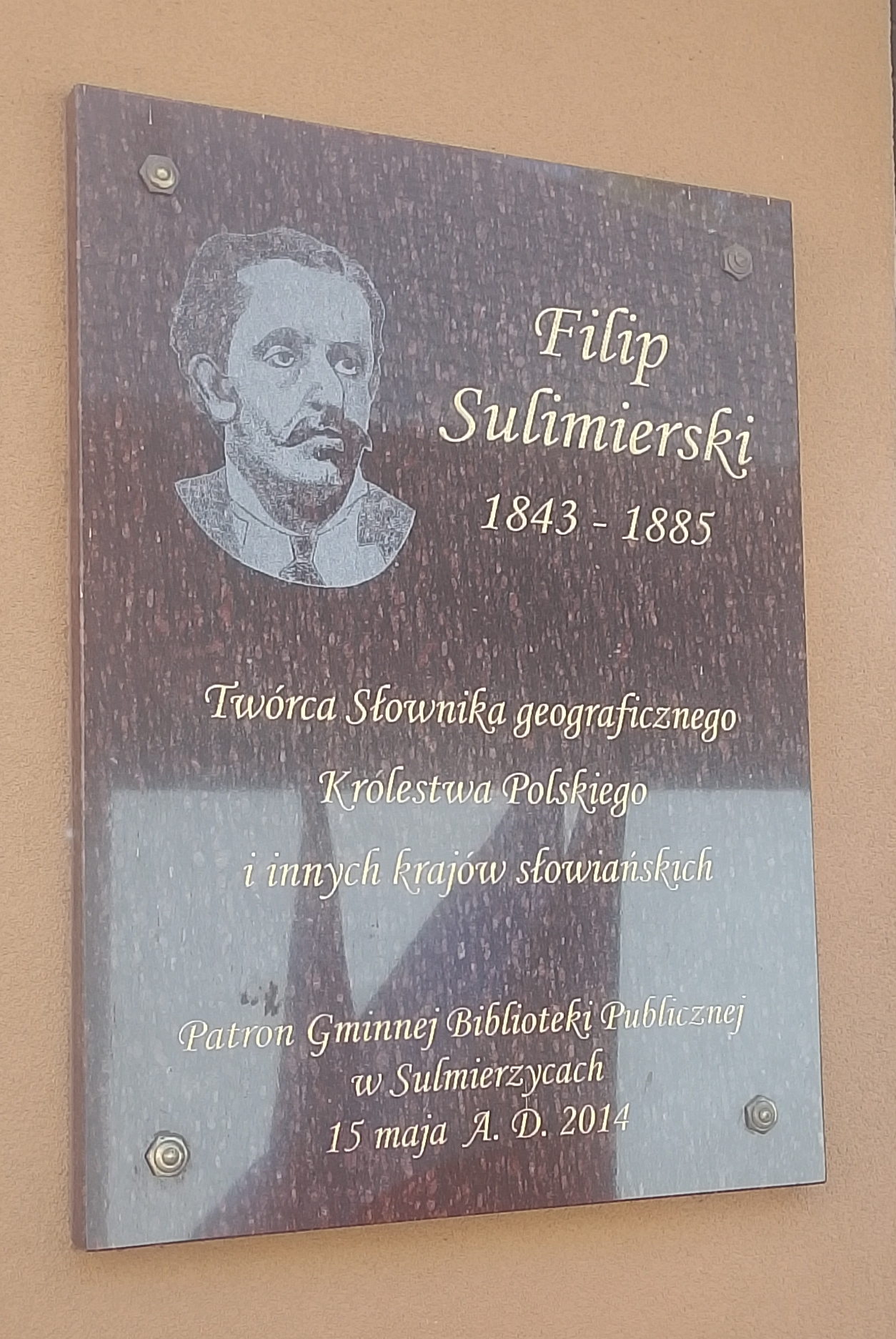
Tablica upamiętniająca Filipa Sulimierskiego w Sulmierzycach.